# Mouriri eugeniifolia
Mouriri eugeniifolia är en tvåhjärtbladig växtart som beskrevs av Richard Spruce och José Jéronimo Triana. Mouriri eugeniifolia ingår i släktet Mouriri och familjen Melastomataceae. Inga underarter finns listade i Catalogue of Life.